# IX Krajowe Zawody Balonów Wolnych o Puchar im. płk. Aleksandra Wańkowicza
IX Krajowe Zawody Balonów Wolnych o Puchar im. płk. Aleksandra Wańkowicza – zawody balonowe zorganizowane 30 maja 1937 w Toruniu.

## Historia
W zawodach wzięło udział 11 balonów z 7 aeroklubów i klubów. Były to: Wojskowy Klub Balonowy w Toruniu (Łódź, Gryf i Pomorze), Wojskowy Klub Balonowy w Legionowie (Mazowsze, Katowice i Hel), Mościcki Klub Balonowy (Mościce I), Aeroklub Warszawski (Syrena), Koło Balonowe Legionowo filia Aeroklubu Warszawskiego (Legionowo), Klub Balonowy Guma w Sanoku (Sanok), Aeroklub Pomorski (Lwów).
Start zaplanowano na godzinę 18–tą. Balony startowały w odstępach 5 minutowych w kolejności: Lwów, Legionowo, Mościce, Łódź, Sanok, Mazowsze, Syrena, Gryf, Katowice, Pomorze i Hel. Według gazety Dzień Bydgoski balon Pomorze oprócz zawodników zabrał pasażerkę, którą była żona porucznika Menacha, a w balonie Mazowsze poleciała dodatkowo żona porucznika Sidora.
Załoga balonu Mościce I, aby uniknąć dyskwalifikacji próbował wylądować w okolicy Miłobądza, ale podczas zniżania znalazł się nad torem kolejowym. Lokomotywa z przejeżdżającego pociągu sypała iskrami i bojąc się wybuchu zawodnicy zrzucili balast. Wiatr zniósł ich w kierunku miejscowości Wodzisław na terenie Wolnego Miasta Gdańska.

## Wyniki
| Zajęte miejsce    | Nazwa balonu       | Załoga pilot pomocnik pilota                       | Miejsce lądowania         |
| ----------------- | ------------------ | -------------------------------------------------- | ------------------------- |
| 1.                | Sanok 1600 m³      | por. Bronisław Koblański inż. Władysław Kubica     | 300 m na północ od Tczewa |
| 2.                | Pomorze 900 m³     | kpt. Kazimierz Mensch por. Antoni Narkiewicz       | 4 km na północ od Tczewa  |
| 3.                | Lwów 750 m³        | W. Pietraszwski S. Twarkowski                      | Mała Słońca               |
| 4.                | Gryf, 1200 m³      | kpt. Czesław Dratwa kpt. Czesław Gałecki           | Rybaki                    |
| 5.                | Łódź, 750 m³       | por. Tadeusz Michał Kasprzycki kpt. W. Paszkiewicz | Międzyłęż                 |
| 6.                | Syrena, 1200 m³    | inż. Franciszek Janik red. Jerzy Osiński           | Międzyłęż                 |
| 7.                | Katowice, 1200 m³  | por. Stanisław Kotowski kpt. Antoni Stencel        | Rybaki                    |
| zdyskwalifikowny  | Hel 750 m³         | por. Sergiusz Masłakowiec por. Michał Ptasiński    | Wolne Miasto Gdańsk       |
| zdyskwalifikowny  | Mazowsze900 m³     | por. Stefan Sidor ppor. Czesław Wrzesień           | Wolne Miasto Gdańsk       |
| zdyskwalifikowany | Mościce I 750 m³   | inż. Lech Szorc M. Gofron                          | Wolne Miasto Gdańsk       |
| zdyskwalifikowany | Legionowo, 1200 m³ | Z. Smólski Feliks Paczkowski                       | Wolne Miasto Gdańsk       |